# Marian Pankowski
Œuvres principales
- Le Gars de Lvov
- Le Thé au citron
- Rudolf
- Les Pèlerins d'Utérie
- Théâtre complet

Compléments
Résistant et prisonnier dans les camps de concentration nazis.
Marian Pankowski, né le 9 novembre 1919 à Sanok et décédé le 3 avril 2011 à Bruxelles est un philologue, écrivain, poète, critique et traducteur polonais.

## Biographie
Pankowski est né en 1919 à Sanok. Fils d’un métallurgiste, Wladyslaw et de  Maria Zielińscy, il passe son enfance et son adolescence dans sa ville natale, une petite bourgade habitée par des Polonais, des Juifs et des Ukrainiens. Il a un frère, Sigmind. En 1937, il est diplômé de l'école secondaire pour garçons de Sanok. En 1938, il commence à étudier la philologie polonaise à l'Université Jagellonne, à Cracovie. La guerre interrompt ses études. Il prend part aux combats pendant la Campagne de Pologne (1939). Arrêté en 1942 par la Gestapo pour faits de résistance, il est envoyé à Auschwitz, Gross-Rosen, Nordhausen et enfin à Bergen-Belsen où il est libéré en 1945.
Après la guerre, il se fixe en Belgique où il poursuit ses études de langues slaves. Sa thèse de doctorat porte sur l'écrivain et poète symboliste Bolesław Leśmian. Devenu professeur, il enseigne la littérature polonaise contemporaine et la langue polonaise à l’Université libre de Bruxelles. Spécialiste de la littérature polonaise moderne, il s’est intéressé dans ses recherches à la « poésie brute » (couplets de noces, dictons, jurons, formules magiques). Il s'illustre essentiellement, dans le roman, la poésie et le théâtre. Il publie également des traductions de poésie polonaise en français et en allemand. La plupart de ses œuvres sont traduites en français, et, dans une moindre mesure, en allemand et en néerlandais. Une des sources de controverses suscitées par ses écrits est liée son approche non conventionnelle de la sexualité, y compris de l'amour entre personnes du même sexe,.
De 1953 à 1959, il collabore au magazine littéraire et politique Kultura, le plus important magazine littéraire et politique de l'émigration polonaise après la Seconde Guerre mondiale, édité à Paris. Il entretient, dès 1958 des relations avec la République populaire de Pologne, puis, après 1989, avec la république de Pologne. Le 30 avril 1998, il reçoit le titre de citoyen d'honneur de la Ville de Sanok pour sa promotion de la culture polonaise en Europe occidentale.
Marian Pankowski meurt à Bruxelles d’une pneumonie le 3 avril 2011 à l’âge de 91 ans.

## Œuvres principales en français
Chez Actes Sud
- Les Pèlerins d'Utérie, 1986
- Le Gars de Lvov, 1987
- Le Thé au citron, 1989
- Le Retour des chauves-souris blanches, 1991
- L'Or funèbre, 1993
- Post-scriptum à l'amour , 2001
- Un presbytère en Poméranie, 1999

Chez L'Âge d'homme
- Théâtre complet, 1972 :
  - I Brandon
  - Forbon et Cie
  - Le Roi Louis
  - Une halte dans la nuit
  - Petit théâtre autour de la soupe de Noël

Le Roi Louis est une pièce de théâtre (1964, 1971) qui met en scène Louis II de Bavière, de son accession au trône à son arrestation. On y trouve les principaux personnages qui ont gravité autour de lui : Wagner, Sissi, Richard Hornig, Sophie-Charlotte, Mme von Leonrod, etc.
- Tout près de l'oeil : récits, traduction de Marie-Madeleine Castro, 1974
- D'Auschwitz à Bergen-Belsen, traduction de Yolande Lamy, 2000

Aux éditions Jacqueline Chambon
- Liberté vagabonde - cinq traités, 1988